# Округ Ждјар на Сазави
Округ Ждјар на Сазави (чеш. Okres Žďár nad Sázavou) је округ у крају Височина, у Чешкој Републици. Административно средиште округа је град Ждјар на Сазави.

## Становништво
Према подацима о броју становника из 2012. године округ је имао 118.875 становника.